# Crkva sv. Vida u Lokvi Rogoznici
Crkva sv. Vida, rimokatolička crkva iznad Lokve Rogoznice, na području Grada Omiša, zaštićeno kulturno dobro.

## Opis dobra
Crkva sv. Vida izgrađena je na temeljima ranijeg svetišta u 15. st. visoko nad morem poviše Lokve Rogoznice. Do nje vodi put koji potječe iz rimskog perioda. Jednobrodna je građevina s polukružnom apsidom, pravilno orijentirana. Građena je od kamena vezanog vapnenim mortom sa zemljom crvenicom. Izvorno je bila pokrivena kamenom pločom. U unutrašnjosti je presvedena prelomljenim svodom, a nad apsidom je polukupola. Znatno je oštećena u potresu 1962. godine.

## Zaštita
Pod oznakom RST-0643-1972. zavedena je kao nepokretno kulturno dobro - pojedinačno, pravna statusa zaštićena kulturnog dobra, klasificirano kao "sakralna graditeljska baština".